# نيد تومسون
نيد تومسون (بالإنجليزية: Ned Thompson)‏ هو مدرب كرة سلة أمريكي، ولد في 10 يناير 1910 في هايس سنتر في الولايات المتحدة، وتوفي في 22 ديسمبر 2011.